# Хоробрів (гміна)
Ґміна Хоробрув — колишня (1934–1939 рр.) сільська ґміна Сокальського повіту Львівського воєводства Польської республіки. Центром ґміни було село Хоробрів.
Ґміну Хоробрув було утворено 1 серпня 1934 р. у межах адміністративної реформи в ІІ Речі Посполитій із дотогочасних сільських ґмін: Бояничі, Хоробрів, Гатовичі, Конотопи, Мошків, Ниновичі, Нісмичі, Опільсько, Савчин, Старгород, Шмитків, Тудорковичі, Угринів, Войславичі.
27 вересня 1939 р. відповідно до Пакту Молотова — Ріббентропа територія ґміни була зайнята радянськими військами, але Договором про дружбу та кордон між СРСР та Німеччиною Сталін обміняв Закерзоння на Литву і до 12 жовтня радянські війська передали територію німцям та відійшли за Буг і Солокію.